# Lithocarpus ovalis
Lithocarpus ovalis là một loài thực vật có hoa trong họ Cử. Loài này được (Blanco) Rehder mô tả khoa học đầu tiên năm 1919.